# 許弼
許弼（1439年—？），字佑之，順天府東安縣人，軍籍，明朝政治人物。
順天鄉試第一百十七名舉人，成化十一年（1475年）中式乙未科會試第八十九名，二甲第八十九名進士。

## 家族
曾祖許得友；祖父許忠，曾任署正；父許瑛，曾任縣丞贈刑部郎中。兄許輔。